# Christian Hoffmann
Pour les articles homonymes, voir Hoffmann.
Christian Hoffmann (né le 22 décembre 1974 à Aigen, Haute-Autriche) est un fondeur autrichien.

## Biographie
Il a commencé sa carrière au niveau international en 1994. Aux Jeux olympiques d'hiver de 1998, il est médaillé de bronze sur le 50 kilomètres. Pour sa deuxième participation aux Jeux olympiques en 2002 à Salt Lake City, il termine initialement deuxième du 30 kilomètres derrière l'Espagnol Johann Mühlegg, puis est déclaré vainqueur après la disqualification pour dopage de ce dernier. Retraité du sport de haut niveau depuis 2009, il est suspendu six ans en 2011 pour avoir utilisé les transfusions sanguines comme méthode de dopage entre 2003 et 2006 et serait lié également aux cas des cyclistes Bernhard Kohl et Michael Rasmussen.

## Palmarès

### Jeux olympiques
- Jeux olympiques d'hiver de 1998 à Nagano  Japon:
  -  Médaille de bronze sur 50 km.
- Jeux olympiques d'hiver de 2002 à Salt Lake City  États-Unis:
  -  Médaille d'or sur 30 km.

### Championnats du monde
- Championnats du monde de ski nordique 1999 à Ramsau  Autriche:
  -  Médaille d'or en relais 4 × 10 km.

### Coupe du monde
- Meilleur classement final: 15e en 1999.
- 19 podiums individuels dont 2 victoires durant la saison 2003/2004.